# Careproctus macrophthalmus
Careproctus macrophthalmus és una espècie de peix pertanyent a la família dels lipàrids.

## Descripció
- Fa 10,9 cm de llargària màxima.
- Nombre de vèrtebres:59-62.[4]

## Hàbitat
És un peix marí, de clima temperat i bentopelàgic que viu entre 260 i 275 m de fondària.

## Distribució geogràfica
Es troba al mar de Barentsz.

## Observacions
És inofensiu per als humans.